# Kralice na Hané
Kralice na Hané là một chợ huyện thuộc huyện Prostějov, vùng Olomoucký, Cộng hòa Séc.